# Johann Leonhard Parrot
Johann Leonhard Parrot, auch Jean-Léonard Parrot, später von Parrot, (* 14. Dezember 1755 in Mömpelgard; † 10. Juli 1836 ebenda) war ein württembergischer Staatsbeamter, Historiker und Sprachforscher.

## Leben
Parrots Eltern waren Jean-Jacques Parrot, Chirurg sowie Generalinspekteur der Straßen und Landwirtschaft der Grafschaft Mömpelgard, und dessen Ehefrau Marie-Marguerite, geb. Boigeol. Ein jüngerer Bruder war der Physiker Georg Friedrich Parrot. Johann Leonhard Parrot besuchte das Gymnasium in Mömpelgard. Von 1771 bis 1779 studierte er an der Hohen Karlsschule in Stuttgart und wurde dort mehrfach ausgezeichnet. Nach Abschluss seiner Studien erhielt er eine Stelle als Sekretär im Regentschaftsrat von Mömpelgard. Auf eigene Kosten und später auf Kosten der Herzogin von Württemberg führte er historische Forschungen in der Gemeinde Mandeure durch und verfasste über die Ergebnisse ein Memorandum, das auf einer Sitzung der Akademie in Besançon vorgetragen wurde.
Nach dem Übergreifen der Französischen Revolution auf Mömpelgard 1793 verließ Parrot die Stadt und ging ins Exil nach Stuttgart. 1894 wurde er in das Büro der württembergischen Gesandtschaft in Basel übernommen und später zum Botschaftssekretär in Paris ernannt. 1803 wurde er Vizedirektor der Kammer der Finanzen des Herzogtums Württemberg, dann Generaldirektor der Domänen. Der König erhob ihn in den persönlichen Adelsstand. Trotz zahlreicher Vergünstigungen und Auszeichnungen fiel er zeitweilig in Ungnade, konnte die Gunst des Königs aber schließlich wiedererlangen. 1811 zog er sich aus dem Staatsdienst zurück.
Im Jahre 1826 reiste Parrot nach Dorpat, um seine Tochter zu besuchen, die mit seinem dort geborenen Neffen verheiratet war. Er nutzte den Aufenthalt zu Forschungen über Herkunft und Sprache der Livländer, Letten und Esten, die er nach seiner Rückkehr 1826 publizierte. Ebenso verfasste er ein Memorandum über die Sprache der Basken, das er bei der Société des Arts et Belle-lettres von Saint-Quentin (Aisne) einreichte. Die Gesellschaft ernannte ihn zum korrespondierenden Mitglied. 1834 ließ sich Parrot wieder in seiner Heimatstadt Montbéliard nieder, wo er zwei Jahre später verstarb.

## Werke
- Statistique du comté de Montbéliard. 1792
- Versuch einer Entwicklung der Sprache, Abstammung, Geschichte, Mythologie und bürgerlichen Verhältnisse der Liwen, Lätten, Esten mit Hinblick auf einige benachbarte Ostseevölker, von den ältesten Zeiten bis zur Einführung des Christenthums. Stuttgart 1828; 2. Auflage Berlin 1839